# François-Marie Raoult

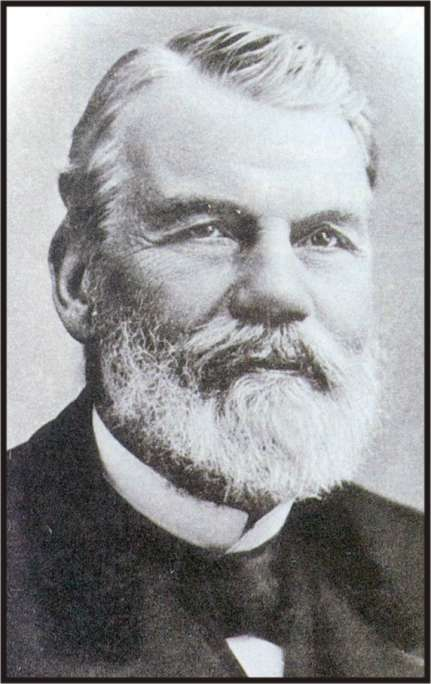
François-Marie Raoult

François-Marie Raoult (n. 10 mai 1830 - d. 1 aprilie 1901) a fost un chimist francez cunoscut pentru legea referitoare la presiunea de vapori a soluțiilor.